# MG One
 (août 2021).
Le MG One (chinois : 名爵ONE ; pinyin : Míngjué ONE) est un SUV du constructeur automobile britannique MG Motor présenté en Chine en août 2021. Ce nouveau modèle est dans un premier temps lancé en 2022 en Chine, avant une possible commercialisation en Europe.

## Présentation
Le MG One est présenté le 30 juillet 2021 en Chine, la marque appartenant désormais au groupe chinois SAIC. C'est là qu'il sera d'abord commercialisé, en 2022.
Les ingénieurs annoncent un SUV proposant une modularité hors du commun permettant de disposer de plus d'espace dans l'habitacle.

### Design extérieur
Le style du MG One reprend la dernière évolution du design MG amorcée par les MG 5 et MG Linghang commercialisés en 2020.
Dynamique, le MG One est ainsi doté d'un capot plongeant ainsi qu'une ligne de toit fuyante. Ses feux avant sont effilés et sa proue agressive grâce à une large calandre à effet 3D. Quant aux flancs, ils présentent des reliefs marqués. À l'arrière, on découvre deux ouvertures singeant des sorties d'échappement ainsi qu'un ski de protection au niveau du bouclier.
Les concepteurs ont révélé une forte inspiration des modèles européens pour ce MG One, ce qui laisse penser qu'il pourrait être commercialisé en Europe.

### Design intérieur
À ce jour, aucune photo officielle de l'habitacle n'a été dévoilée.

## Caractéristiques techniques
Le MG One inaugure la nouvelle plate-forme de la marque, baptisée SIGMA, qui est pensée pour l'électrification d'après MG.

### Motorisations
Le One sera hybride rechargeable. Son système de propulsion s'articulera autour du moteur 4 cylindres turbo 15C4E de 1,5 litre d'une puissance maximale de 181 ch (184 PS; 135 kW).

## Finitions
Deux finitions sont disponibles, la finition α en tant que finition plus sportive et la finition β en tant que finition high-tech, les finitions se différencient par de légères différences de style.

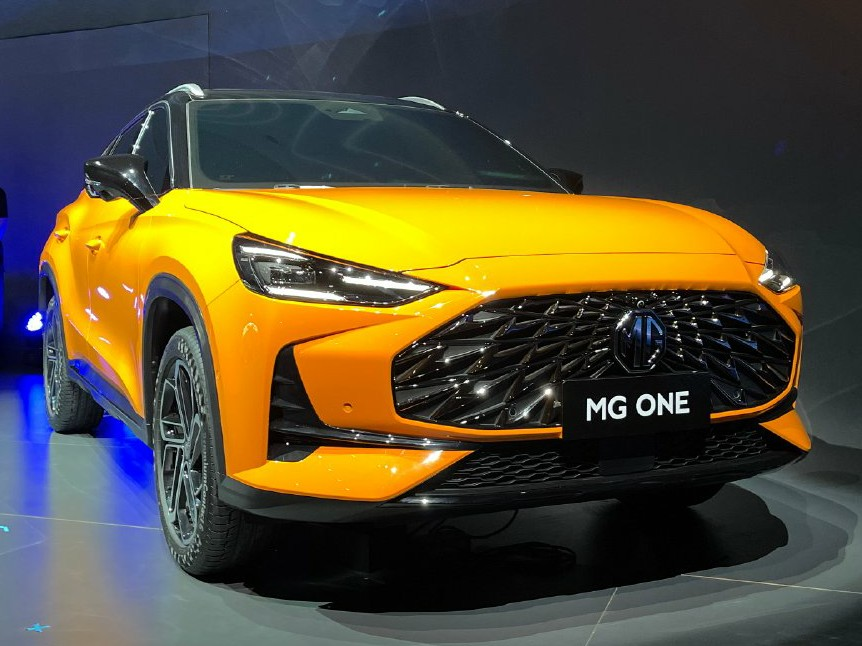
MG One α (avant)
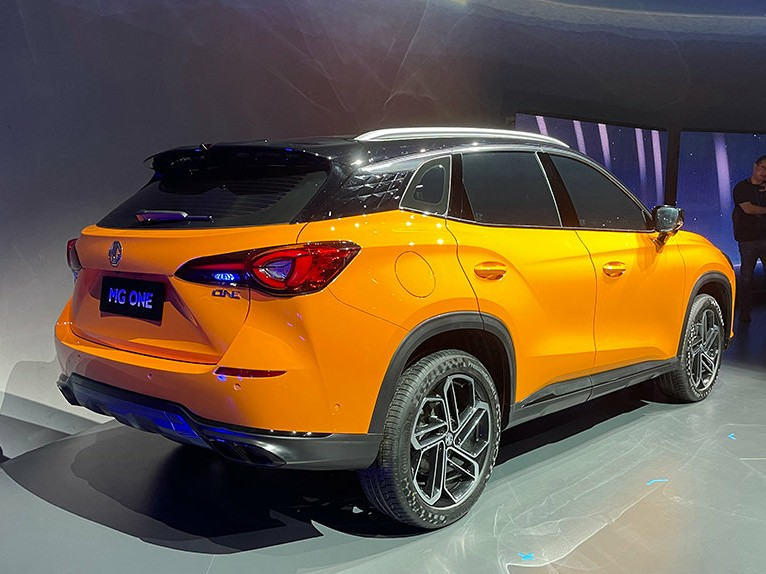
MG One α (arrière)
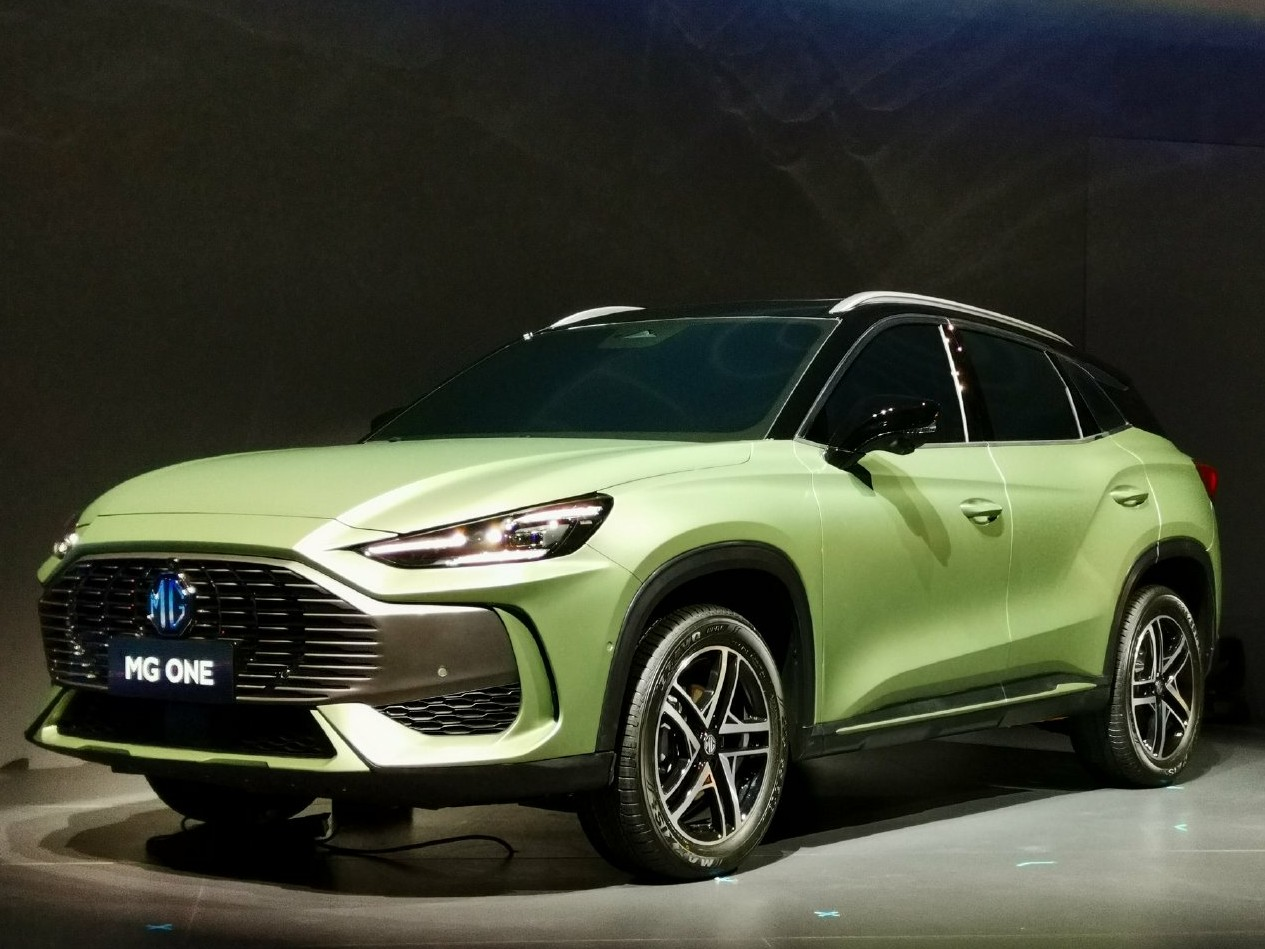
MG One β (avant)
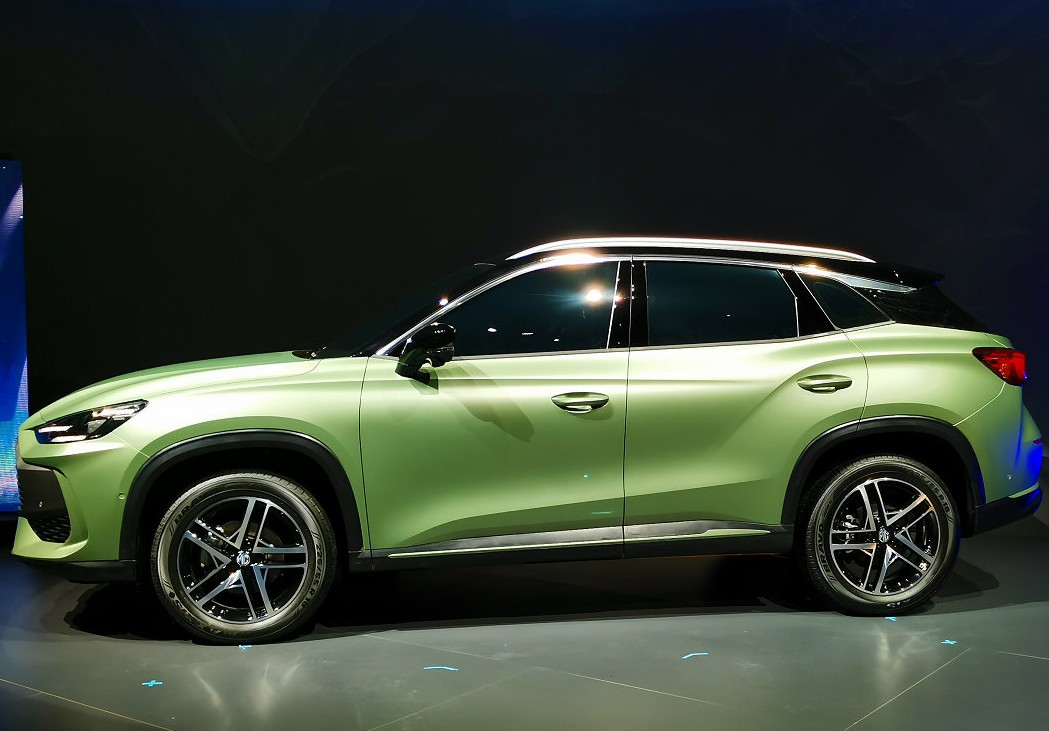
MG One β (arrière)